# Morpho rosenbergi
Morpho rosenbergi är en fjärilsart som beskrevs av Le Moult 1931. Morpho rosenbergi ingår i släktet Morpho och familjen praktfjärilar. Inga underarter finns listade i Catalogue of Life.